# Fundação Pro Vivienda Social
A Fundação Pro Vivienda Social (FPVS) é uma ONG argentina sem fins de lucro surgida em 1992. Foi fundada por um grupo de empresários interessados em conceitos como capital social, participação comunitária e eventos mobilizadores. A missão principal da fundação é contribuir para a solução do problema da pobreza melhorando a habitação e as condições de vida dos setores de pouca renda na Argentina, a chamada “Base da Pirâmide Econômica”. Os maiores projetos da FPVS estão relacionados à outorga de microcréditos e o desenvolvimento de infraestruturas. 
A FPVS concentra seus esforços na Província de Buenos Aires na Argentina, no setor noroeste do segundo cordão da Área Metropolitana de Buenos Aires, que compreende os partidos de: José Clemente Paz, Malvinas Argentinas, Merlo, Moreno e San Miguel.
A área aproximada da região é de 643 km², com uma povoação estimada de 1.650.000 habitantes (censo de 2001), dos quais um 64% vive abaixo do nível de pobreza na Argentina. Esta povoação se caracteriza por ter sérios déficits respeito a níveis adequados de salubridade e habitabilidade nas suas habitações, equipamento e infra-estrutura urbana (calçada, pavimento, desaguamentos pluviais encanados), e de espaços de recreação assim como pouco acesso a serviços públicos (gás, água, luz). Ainda que exista uma grande demanda de bens e serviços dentro de essas áreas, de maneira geral não há empresas dispostas a fazer negócios lá devido aos riscos de inversão percebidos. Neste contexto, muitas famílias têm dificuldade para aceder ao crédito formal, se torna difícil melhorar a qualidade de vida de estes setores da povoação. 
A fundação trabalha para organizar a discrepância entre a oferta e a demanda, mantendo uma línea de trabalho que privilegia aos indivíduos como sujeitos do seu próprio desenvolvimento, utilizando e criando punhais para esse fim. 
FPVS se baseia na hipótese que a partir da geração de capital social e novos modelos financeiros transparentes (como o micro-crédito e o fideicomisso), é possível implementar um modelo que permita o acesso a serviços de infra-estrutura na base da pirâmide.

## Programas em Execução

### Programa de Micro-créditos Solidários
O programa “Solidários” consiste em outorgar um micro-crédito para melhorar a habitação de famílias de baixa renda, que foram excluídas do mercado de créditos formais devido ao seu perfil de “alto risco”. 
O micro-crédito se outorga a famílias que o solicitem em forma grupal e por tanto, se constituam garantes solidários. O crédito se oferece em montantes pequenos de corta duração com taxas baixas de interesso. Até hoje, o projeto Solidários tem outorgado créditos a mais de 8.500 famílias da zona noroeste do Grande Buenos Aires para que se melhorem as habitações (alcançando um total de 73.330 m² de habitações melhoradas num lapso de cinco anos).

### Gasificação integral

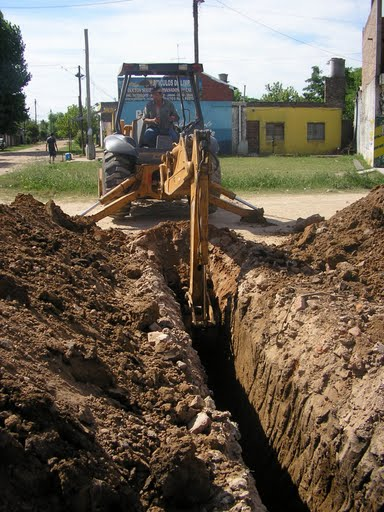

No ano 1999, se realizou um relevamento das necessidades e inquietudes na zona de Quartel V (município de Moreno, Grande Buenos Aires). A partir de aí, se chegou à conclusão que os vizinhos estavam interessados em explorar alternativas aos seus problemas de infra-estrutura e acesso aos serviços. 
Finalmente, foi escolhido o gás natural como o novo elemento mobilizador dado que o tendido de redes de gás natural é uma obra que engendra seu próprio repago. O acesso às redes produz recursos para as famílias já que a relação entre o preço do gás natural de rede e o gás em garrafas o tubo, é entre quatro e oito vezes mais caro. 
O programa se ocupa de organizar os vizinhos de bairros carentes que não têm acesso ao gás natural de rede, a través dum fideicomisso que impõe as condições para atrair os investimentos necessários.  
O Banco Mundial tem sido o agente que deu impulso à organização da demanda nos bairros graças ao premio outorgado à FPVS no concurso de Development Marketplace 2002 por o projeto de expansão da rede de gás. Seu apoio foi um dos disparadores que permitiu levantar cinco vezes mais dos USD 250.000 do premio. Pois atraiu o apoio de outras instituições, como FONCAP, o Governo da Província e também da empresa distribuidora Gás Natural BAN..
Com um investimento neto de US$1.720.000, o programa beneficiou a mais de 3.600 famílias. Este investimento permitiu a criação de 70.000 metros de tubagem externas e 2.600 conexões de origem interna em quatro anos. A iniciativa causou impacto na economia das famílias, graças à poupança criada pela substituição de combustível, (a diferença é de 8 a1 em relação ao gás em garrafa), já que uma vez o micro-crédito cancelado, a poupança alcançada se estima a U$S 210 por ano por família, equivalente a 7% da sua renda anual. Tem também um impacto na capacidade de autogestão do bairro, já que o modelo deixa uma cooperativa de serviços públicos, liderada pelos vizinhos, capaz de afrontar novas obras, sem mencionar o impacto que tem na saúde e o bem-estar dos habitantes. 

### Melhora de “Banhos e Cozinha” – Programa Tchau Balde
O programa surge a partir duma aliança da FPVS com a empresa Ferrum FV, o principal fornecedor de acessórios para casas de banho e cozinhas. As instalações se adaptarão às necessidades de cada casa. 

### Observatório de Desenvolvimento dos Bairros
O Observatório de Desenvolvimento dos bairros (ODB) se inaugurou em março de 2006, começou a trabalhar junto com a Maestria de Economia urbana da Universidade Torcuato Di Tella (UTDT) na elaboração dum questionário capaz de engendrar uma grande variedade de indicadores sobre os seguintes aspectos: disposição das casas, ocupação, saúde, educação, rendas, consumo, alimentação, seguridade, capital social e características das habitações. Trata-se dum instrumento para monitorar os impactos dos programas da Fundação, analisar os processos da economia informal para diminuir os riscos do investimento, facilitar ao Estado a aplicação de subsídios explícitos, e criar conhecimento acadêmico. 

## Programas en Preparação

### Desenvolvimento Local

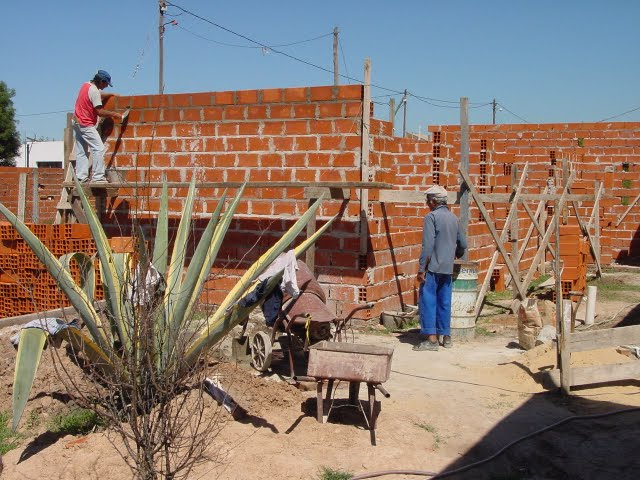

A proposta consiste em trabalhar na zona de Cruce Derqui (periferia ao noroeste de Buenos Aires), como bairro modelo de outros tantos lotes populares que precisam ser consolidados. O objetivo principal do projeto é melhorar os sistemas de infra-estrutura e aumentar a disponibilidade dos serviços públicos. Dado que a demografia de essa zona é similar à de outros bairros carentes de Buenos Aires, FPVS espera que o projeto Cruce Derqui possa ser utilizado como um modelo de desenvolvimento local replicável em outras áreas.

### Redes de água experiência piloto no Bairro Alem
Na Grande Buenos Aires existe uma forte correlação entre os bairros com problemas de pobreza e indigência e aqueles com maiores dificuldades para fornecer e/o manter adequada infra-estrutura nos principais serviços básicos, tais como; água potável; cloacas; gás e pavimentação de ruas. Espera-se que o projeto facilite a expansão das redes de água potável e saneamento, melhorando significativamente a qualidade dos serviços sanitários de 750 famílias do bairro além de Quartel V Moreno, e em consequência aumentando a qualidade de vida dos residentes, o que significa imensos benefícios no mediano e longo prazo para a saúde. Também, o projeto tem como propósito capacitar os vizinhos do bairro além para que possam auto-administrar de maneira sustentável a rede existente de água e propor novas metodologias para atrair os investimentos necessários para a rede de saneamento.
Os principais componentes do projeto serão: (1) o desenho dum esquema de financiamento inter-sectorial para a rede de saneamento; (2) a capacitação dos membros da Cooperativa em questões de sustentabilidade ambiental e (3) a sistematização dos processos organizativos, medição de impacto e difusão dos resultados. 
A iniciativa apresenta um perfil inovador no sentido de que aborda a problemática da comunidade com um enfoque integral, articulando a oferta e demanda de maneira que garantisse a sustentabilidade do programa no longo prazo. De modo geral, os projetos de água e saneamento têm prestado pouca atenção à realidade social e econômica dos beneficiários dos serviços e não tem fortalecido a participação comunitária no processo, o que levou em muitos casos a comprometer a sustentabilidade dos projetos. 
Outro aspecto inovador da proposta passa pelo estudo de factibilidade que se realizará para avaliar uma fonte de financiamento complementaria para a planta de tratamento de líquidos de esgotos a través da obtenção de Certificados de Redução de Emissões (CERs por sua sigla em inglês). A possibilidade de criar energia calorífica e elétrica a partir do biogás produzido com a fermentação dos resíduos de esgotos apresenta um desafio importante não só como fonte de financiamento, mas também por seus efeitos positivos no médio ambiente.

### Capacitação e Formação: Escola de Líderes Comunitários
O objetivo deste projeto é a criação de um Centro de Capacitação de Líderes Comunitários perseguindo o objetivo de dar impulso ao processo de Desenvolvimento Local, incorporando instâncias de capacitação e transferência dirigidas à implementação de projetos. FPVS entende a participação como um método de trabalho e um objetivo fundamental, em tanto constitui um motor de mudança interno e externo. O centro pretende globalizar e integrar as dinâmicas e recursos existentes dentro da localidade, e polos ao serviço da qualidade de vida das pessoas e das transformações sociais necessárias para melhorá-la.

### Plano de Regularização de Dominio
Os pobres não podem fazer valer seus direitos de propriedade pela situação de irregularidade no registro de seu patrimônio imobiliário. Isso estorva a mobilização do novo patrimônio, pois não podem gravar nem vender de forma regular. Quase 70% das famílias pobres da Grande Buenos Aires carece de títulos de domínio adequados, apesar de ter adquirido os terrenos no mercado de bens raízes a través das modalidades denominadas de “lotes”. Nestes casos, muitas vezes o pagamento final não está acompanhado da escritura, ou as empresas que deveriam proceder a outorgar essas escrituras foram à falência ou deixaram de operar por outras razões.
O Programa de Titularização está desenhado para abordar este problema, ajudando os pobres a fazer valer os seus direitos que têm sido outorgados pela Lei 24.374. Conforme esta lei os ocupantes que acreditem a posse pública, pacífica e contínua durante três anos anteriores a 1 de janeiro de 1992 de imóveis urbanos, que tenham como destino principal a casa única e permanente, estão habilitados a subscrever seu pedido de acolhimento mediante declaração jurada à Lei. A aplicação de esta Lei permite que aquelas famílias sem título de propriedade acedam a regularizar seu patrimônio imobiliário. A FPVS trabalhará para conscientizar os habitantes sobre esta Lei e prestará assistência preenchendo formulários.

## Impacto
Depois do início do projeto de gasificação em diferentes zonas do município de Moreno, cerca de 3000 famílias já têm acesso às redes de gás natural, 1000 das quais já terminaram de pagar o empréstimo. Os membros da comunidade que atuaram como líderes e promotores do projeto formaram uma cooperativa com o fim de seguir melhorando de forma independente a vizinhança. A companhia Gás Natural Ban, que é a empresa distribuidora de gás e se ocupa de cobrar as obras para o Fideicomisso a través da fatura, mudou sua percepção dos setores econômicos mais pobres como de "alto risco" a clientes viáveis.
O programa de microcréditos para melhorar as habitações chegou a mais de 8000 famílias em 5 anos com um investimento de 12 milhões de dólares.

## Principais Prêmios em concursos Internacionais
•	Development Marketplace, otorgado pelo Banco Mundial (2002)
•	Banking On Social Change competition: Seeking Financial Solutions For All. Ashoka Changemakers (2008)
•	Microfinance Best Practice Award, entregado pela fundação Giordano Dell Amore, durante a conferência anual da Rede Europeia de Micro-finanças (2009)

## Arrecadação de fondos
FPVS recebe apoio financeiro de várias fontes, incluindo (1) colaboração da filantropia local e internacional, (2) recursos públicos com destino a projetos específicos, (3) operações de crédito com organizações orientadas a inversão social, (4) doações de particulares, e (5) recursos próprios. 
Além disso, FPVS formou alianças com empresas privadas que proporcionam conhecimentos técnicos, produtos e serviços de baixo do preço do mercado, e apoio financeiro.  Alguns dos colaboradores maiores dentro do setor privado são; Gás Natural BAN, Ferrum FV, a Fundação Ford, a Fundação Inter-Americana e o Banco Supervielle.
À parte dos patrocinadores, FPVS recebe um apoio importante graças a doações particulares. FPVS aceita doações monetárias online, tanto como doações de materiais, por exemplo, equipes para oficina.

## Programa de Voluntariado
O programa de voluntariado na FPVS se estabeleceu em 2008. Os estágios estão destinados principalmente a visitantes internacionais e estudantes em Buenos Aires que desejam contribuir trabalhando para FPVS. Os voluntários trabalham na oficina do centro de Buenos Aires, em qualquer dos seguintes departamentos: Relações Institucionais, Investigação e Desenvolvimento ou Sistematização, Supervisão e Transferência. Também há oportunidades de voluntariado na oficina de Moreno, na área de operações. De maneira geral, os voluntários precisam de um conhecimento básico de espanhol e devem comprometer se a um prazo de 3 meses como mínimo.